# Championnat de France masculin de handball 1967-1968
Navigation
Nationale 1 1966-1967 Nationale 1 1968-1969
Le championnat de France de Nationale 1 masculin 1967-1968 est le plus haut niveau de handball en France. 
Le titre de champion de France est remporté par la Stella Sports Saint-Maur. C'est leur premier titre de champion de France.

## Première phase
- P : Promu d'Excellence en début de saison.
- Qualifié pour les Quarts de finale
- Relégation en Excellence.

Du fait du passage de 32 à 16 clubs, les 4 derniers de chaque poule sont relégués. Les résultats de la première phase sont, :

### Groupe A
|   | Équipe                      | Pts | J  | G  | N | P  | Bp  | Bc  | Diff |
| - | --------------------------- | --- | -- | -- | - | -- | --- | --- | ---- |
| 1 | FC Sochaux                  | 42  | 14 | 14 | 0 | 0  | 348 | 212 | 136  |
| 2 | CSL Dijon                   | 34  | 14 | 10 | 0 | 4  | 251 | 215 | 36   |
| 3 | FC Mulhouse                 | 30  | 14 | 8  | 0 | 6  | 247 | 242 | 5    |
| 4 | HBC Besançon                | 29  | 14 | 7  | 1 | 6  | 233 | 252 | -19  |
| 5 | RC Strasbourg               | 28  | 14 | 7  | 0 | 7  | 243 | 264 | -21  |
| 6 | ASPTT Strasbourg            | 26  | 14 | 6  | 0 | 8  | 234 | 242 | -8   |
| 7 | USO Mulhouse (P)            | 19  | 14 | 2  | 1 | 11 | 212 | 259 | -47  |
| 8 | FHB Fontaines-sur-Saône (P) | 16  | 14 | 1  | 0 | 13 | 203 | 285 | -82  |

### Groupe B
|   | Équipe                        | Pts | J  | G  | N | P  | Bp  | Bc  | Diff |
| - | ----------------------------- | --- | -- | -- | - | -- | --- | --- | ---- |
| 1 | Stade Marseillais UC          | 40  | 14 | 13 | 0 | 1  | 309 | 157 | 152  |
| 2 | Paris UC                      | 38  | 14 | 12 | 0 | 2  | 253 | 183 | 70   |
| 3 | ASU Lyon                      | 30  | 14 | 8  | 0 | 6  | 247 | 237 | 10   |
| 4 | AS Cheminots de l'Ouest Paris | 28  | 14 | 7  | 0 | 7  | 220 | 250 | -30  |
| 5 | USM Malakoff (P)              | 25  | 14 | 5  | 1 | 8  | 234 | 237 | -3   |
| 6 | HBC Villefranche-sur-Saône    | 24  | 14 | 5  | 0 | 9  | 220 | 223 | -3   |
| 7 | Thonon AC (P)                 | 24  | 14 | 5  | 0 | 9  | 214 | 238 | -24  |
| 8 | ASCEM Lyon                    | 15  | 14 | 0  | 1 | 13 | 165 | 337 | -172 |

### Groupe C
|   | Équipe                    | Pts | J  | G  | N | P  | Bp  | Bc  | Diff |
| - | ------------------------- | --- | -- | -- | - | -- | --- | --- | ---- |
| 1 | ASP Police Paris          | 42  | 14 | 14 | 0 | 0  | 355 | 202 | 153  |
| 2 | Bordeaux EC               | 36  | 14 | 11 | 0 | 3  | 252 | 230 | 22   |
| 3 | ASPTT Évreux              | 31  | 14 | 8  | 1 | 5  | 267 | 225 | 42   |
| 4 | Girondins de Bordeaux HBC | 26  | 14 | 6  | 0 | 8  | 210 | 236 | -26  |
| 5 | USM Bondy (P)             | 26  | 14 | 6  | 0 | 8  | 219 | 273 | -54  |
| 6 | SCA Fontenay-sous-Bois    | 24  | 14 | 5  | 0 | 9  | 220 | 235 | -15  |
| 7 | Nantes EC                 | 23  | 14 | 4  | 1 | 9  | 213 | 250 | -37  |
| 8 | CA Béglais (P)            | 16  | 14 | 1  | 0 | 13 | 192 | 277 | -85  |

### Groupe D
|   | Équipe                            | Pts | J  | G  | N | P  | Bp  | Bc  | Diff |
| - | --------------------------------- | --- | -- | -- | - | -- | --- | --- | ---- |
| 1 | Stella Sports Saint-Maur          | 39  | 14 | 12 | 1 | 1  | 305 | 215 | 90   |
| 2 | US Ivry                           | 33  | 14 | 9  | 1 | 4  | 331 | 228 | 103  |
| 3 | Carabiniers de Billy-Montigny (P) | 31  | 14 | 8  | 1 | 5  | 268 | 239 | 29   |
| 4 | ASPTT Metz                        | 28  | 14 | 7  | 0 | 7  | 255 | 287 | -32  |
| 5 | ES Colombes                       | 27  | 14 | 6  | 1 | 7  | 218 | 217 | 1    |
| 6 | USB Longwy                        | 26  | 14 | 6  | 0 | 8  | 254 | 281 | -27  |
| 7 | Lille Université Club             | 25  | 14 | 5  | 1 | 8  | 265 | 248 | 17   |
| 8 | SS Voltaire Châtenay-Malabry (P)  | 15  | 14 | 0  | 1 | 13 | 203 | 374 | -171 |

## Phase finale
Les résultats de la phase finale sont, :
|  | Quarts de finale     | Quarts de finale     | Quarts de finale     | Quarts de finale     |                   |                   | Demi-finales | Demi-finales | Demi-finales | Demi-finales |  |  | Finale | Finale | Finale | Finale |
|  |                      |                      |                      |                      |                   |                   |              |              |              |              |  |  |        |        |        |        |
|  |                      |                      |                      |                      |                   |                   |              |              |              |              |  |  |        |        |        |        |
|  |                      |                      |                      |                      |                   |                   |              |              |              |              |  |  |        |        |        |        |
|  | FC Sochaux           | FC Sochaux           | 23                   | 12                   |                   |                   |              |              |              |              |  |  |        |        |        |        |
|  | FC Sochaux           | FC Sochaux           | 23                   | 12                   |                   |                   |              |              |              |              |  |  |        |        |        |        |
|  | Paris UC             | Paris UC             | 23                   | 21                   |                   |                   |              |              |              |              |  |  |        |        |        |        |
|  | Paris UC             | Paris UC             | 23                   | 21                   | Paris UC          | Paris UC          | 23           | 11           |              |              |  |  |        |        |        |        |
|  |                      |                      |                      |                      | Paris UC          | Paris UC          | 23           | 11           |              |              |  |  |        |        |        |        |
|  |                      |                      | Stella Saint-Maur    | Stella Saint-Maur    | 16                | 18                |              |              |              |              |  |  |        |        |        |        |
|  | Stella Saint-Maur    | Stella Saint-Maur    | Stella Saint-Maur    | Stella Saint-Maur    | 16                | 18                | 18           | 17           |              |              |  |  |        |        |        |        |
|  | Stella Saint-Maur    | Stella Saint-Maur    |                      |                      |                   |                   |              | 17           |              |              |  |  |        |        |        |        |
|  | Bordeaux EC          | Bordeaux EC          | 13                   | 15                   |                   |                   |              |              |              |              |  |  |        |        |        |        |
|  | Bordeaux EC          | Bordeaux EC          | 13                   | 15                   | Stella Saint-Maur | Stella Saint-Maur | 20           | 20           |              |              |  |  |        |        |        |        |
|  |                      |                      |                      |                      | Stella Saint-Maur | Stella Saint-Maur | 20           | 20           |              |              |  |  |        |        |        |        |
|  |                      |                      | US Ivry              | US Ivry              | 18                | 18                |              |              |              |              |  |  |        |        |        |        |
|  | ASP Police Paris     | ASP Police Paris     | US Ivry              | US Ivry              | 18                | 18                | 16           | 17           |              |              |  |  |        |        |        |        |
|  | ASP Police Paris     | ASP Police Paris     |                      |                      |                   |                   |              |              |              |              |  |  |        |        |        |        |
|  | US Ivry              | US Ivry              | 19                   | 19                   |                   |                   |              |              |              |              |  |  |        |        |        |        |
|  | US Ivry              | US Ivry              | 19                   | 19                   | US Ivry           | US Ivry           | 20           | 22           |              |              |  |  |        |        |        |        |
|  |                      |                      |                      |                      | US Ivry           | US Ivry           | 20           | 22           |              |              |  |  |        |        |        |        |
|  |                      |                      | Stade Marseillais UC | Stade Marseillais UC | 13                | 21                |              |              |              |              |  |  |        |        |        |        |
|  | Stade Marseillais UC | Stade Marseillais UC | Stade Marseillais UC | Stade Marseillais UC | 13                | 21                | 20           | 17           |              |              |  |  |        |        |        |        |
|  | Stade Marseillais UC | Stade Marseillais UC |                      |                      |                   |                   |              | 17           |              |              |  |  |        |        |        |        |
|  | CSL Dijon            | CSL Dijon            | 11                   | 18                   |                   |                   |              |              |              |              |  |  |        |        |        |        |
|  | CSL Dijon            | CSL Dijon            | 11                   | 18                   |                   |                   |              |              |              |              |  |  |        |        |        |        |
|  |                      |                      |                      |                      |                   |                   |              |              |              |              |  |  |        |        |        |        |

### Quarts de finale
Le P.U.C., le Stade Marseillais, Ivry et Stella-Sports disputeront le 20 et le 27 avril les demi-finales du championnat de France (division Nationale). A la vérité, aucune surprise n'a véritablement marqué les quarts de finale :
- Le Stade Marseillais, champion de France, a confirmé qu'il demeurait le club le plus dangereux en dominant Dijon sur l'ensemble des deux matches, bien qu'ayant été privés de Daniel Costantini (match aller), puis de Maurice Portes et d'Alain Soulié (match retour).
- Ivry, de son côté, a remporté deux succès sur la Police de Paris, privée des services de Jean Faye et de Jean-Jacques Brunet, suspendus, par le comité directeur de la Fédération, pour n avoir pas honoré leur sélection du match France-Hollande. Si le résultat logique, il subsistera toujours un doute dans l'esprit des Policiers : qu'auraient-ils fait avec leurs deux internationaux ?
- La Stella-Sports de Saint-Maur, pour sa part, a eu quelques difficultés a se débarrasser des Etudiants de Bordeaux que l'on croyait moins solides. Les Saint-Mauriens ont bénéficié de la réussite de Alexandre de Germain et de Hector. Ils leur manquaient néanmoins un véritable meneur de jeu et cela risque fort de limiter leurs ambitions au niveau des demi-finales.
- Enfin le P.U.C. qui avait déjà réalisé un résultat remarquable à Sochaux, n'a pas laissé passer sa chance. Il a suffi de trente minutes de jeu aux Parisiens pour prendre la mesure des Sochaliens chez qui seuls Roger Lambert et Jean-Louis Silvestro ont émergé. Sochaux a commis l'erreur de laisser trop de liberté à Marc Lambert et il s'est heurté de plus à Jean-Paul Laplagne (dans les buts). Pour Sochaux, cette élimination constitue une sérieuse déception au moment où l'on pensait que, même privée d'Etcheverry, il réussirait à atteindre les demi-finales.

### Demi-finales
Dans la première demi-finale, la Stella Saint-Maur a créé la surprise en rattrapant un retard de 7 buts concédé lors du match aller face face au Paris UC :
- A Bullier, Paris UC bat Stella Sports de Saint-Maur 23-16 (10-12). 
  - 450 spectateurs, recette : 1 930 FRF
  - Paris UC : Dumont (10 dont 4 penalties), Orsini (5), Marc Lambert (3), Beurive (2), Cazorla (2), Deuil (1).
  - Stella : Alexandre (5), Hector (3 dont 2 penalties), Berger (2 dont 1 penalty), Germain (2), Petit (2), Deschamps (1), Perraud (1).

- A Saint-Maur-des-Fossés, Stella Sports de Saint-Maur bat Paris U.C. 18-11 (8-6).
  - 1200 spectateurs, recette : 4 125 FRF
  - Stella : Alexandre (6), Germain (4 dont 1 penalty), Petit (4), Perraud (3), Berger (1 penalty).
  - Paris UC : Dumont (5 dont 2 penalties), Orsini (3), Boukhobza (1), Cazorla (1), Kraft (1).

Les deux équipes étant à égalité, la Stella est qualifiée pour la finale du championnat de France à la faveur d'un meilleur quotient (18/11=1,63 contre 23/16=1,43) ! 
Dans la seconde demi-finale, l'US Ivry écarte le Stade Marseillais UC, tenant du titre, grâce notamment à une victoire à Marseille lors du match aller :
- A Marseille, US Ivry bat Stade Marseillais U.C. 17-12 (7-4).
  - 650 spectateurs, recette : 3 800 FRF
  - SMUC : Agostini (3), Paolini (2 penalties), Matteoni (2), Portes (2), Soulié (2), Costantini (1).
  - Ivry : René Richard (5 dont 1 penalty), Avenet (3), Zellner (3), Maillard (3), Gegas (1), Aggoune (1), Delbo (1).

- A Ivry-sur-Seine, US Ivry bat Stade Marseillais U.C. 16-15 (7-9).
  - 1200 spectateurs, recette : 2 900 FRF
  - Ivry : René Richard (7 dont 2 penalties), Michel Richard (4), Gegas (2), Avenet (1), Zellner (1), Servant (1).
  - SMUC : Costantini (7 dont 5 penalties), Matteoni (3), Rouit (2), Portes (2), Agostini (1).

### Finale
En finale disputée le 11 mai 1968 au Stade Pierre-de-Coubertin devant 3 500 spectateurs dont 2685 payants (soit une recette de 19 670 FRF), la Stella Saint-Maur s'impose face à l'US Ivry 20 à 18 (mi-temps 12-8) :
- Stella Saint-Maur
  - Gardiens de but : Jean Thiébault,
  - Joueurs de champ : Jean-Michel Germain (6 buts), Alfred Alexandre (5), Alain Berger (3), Joël Hector (2), Guy Petit (1), Yves Chaplais (1), Claude Perraud (1), Deschamps
  - Entraîneur : Fernand Zaeguel
- US Ivry
  - Gardiens de but : ?
  - Joueurs de champ : René Richard (4 dont 1 penalty), Michel Richard (4 dont 2 penalties), Maillard (4), Gegas (2), Maurice Zellner (2), Michel Avenet (2).
  - Entraîneur : Jean Benoits
- Excellent arbitrage de M. Hugonnet (Lyon).

## Champion de France
| Championnat de France 1967-1968 Stella Saint-Maur (1er titre de champion de France) |

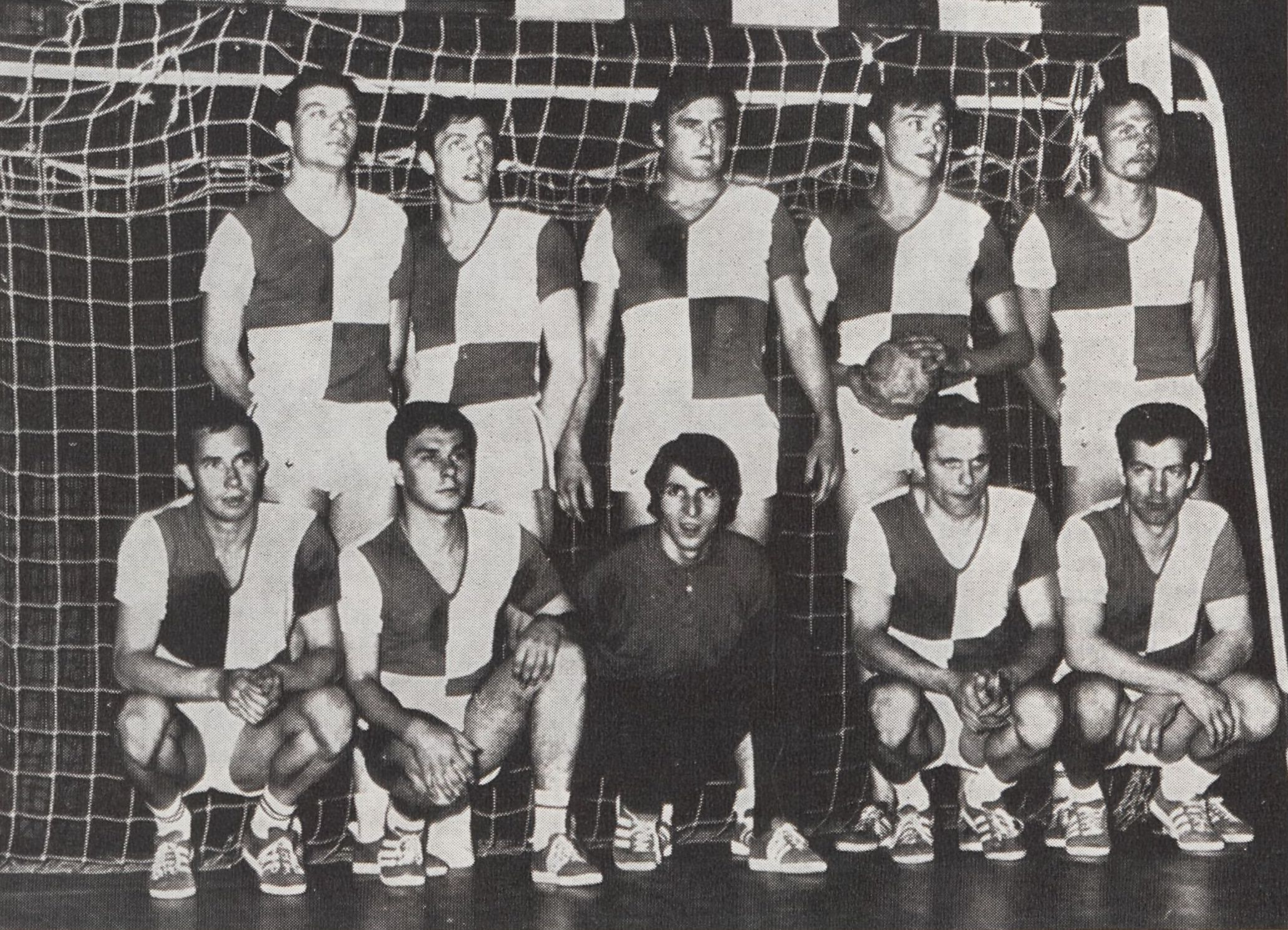
Stella Sports 1967/68.

L'effectif de la Stella Saint-Maur était :
- Jean Thiébaut (GB)
- Jacques Perrin (GB)
- Joël Hector
- Jean-Michel Germain
- Alain Berger
- Michel Lefebvre
- Claude Perraud
- Guy Petit
- Jean Deschamps
- Michel Chrétien
- Alfred Alexandre

Entraîneur
- Fernand Zaeguel.